# Långsele
63°10′33.791″N 17°3′51.016″Ø / 63.17605306°N 17.06417111°Ø
Långsele er  en by i Sollefteå kommun i Västernorrlands län i landskapet Ångermanland i Sverige. I 2010 havde byen 1.584 indbyggere. Långsele ligger cirka 10 kilometer vest for Sollefteå.
Byen er et jernbaneknudepunkt hvor der er forbindelser til  Stambanan genom övre Norrland,  Ådalsbanan og tværbanen Inlandsbanan Forsmo-Hoting har sin naturlige mødepunkt til Stambanan her, men sluttes spormæssigt til i Forsmo længere mod nord.